# Fangmaping
Fangmaping är en socken i Kina. Den ligger i provinsen Sichuan, i den sydvästra delen av landet, omkring 370 kilometer söder om provinshuvudstaden Chengdu. Antalet invånare är 5 362. Befolkningen består av 2 558 kvinnor och 2 804 män. Barn under 15 år utgör 38 %, vuxna 15-64 år 57 %, och äldre över 65 år 4,0 %.
Genomsnittlig årsnederbörd är 1 022 millimeter. Den regnigaste månaden är juli, med i genomsnitt 230 mm nederbörd, och den torraste är december, med 5 mm nederbörd.